# Stadhuis van Manilla
Het stadhuis van Manilla bevindt zich net buiten Intramuros, historische centrum op de hoek van Taft Avenue, Padre Burgos en Villegas Street. Het stadhuis, dat in 1939 werd geopend heeft een markant ontwerp met een hexagonale toren en rode wijzerplaten op drie van de vier torenzijden. De klokkentoren, die wordt beschouwd als de hoogste klokkentoren van de Filipijnen wordt 's nachts mooi uitgelicht en slaat elk uur drie maal, waarna een muziekje klinkt. Het ontwerp van het stadhuis werd met name in de beginjaren veel bekritiseerd. Zo werd het wel vergeleken met een doodskist. Tegenwoordig wordt het ontwerp van het stadhuis echter met name geprezen. Het gebouw huisvest het grootste deel van het ambtenaren van de stad Manilla.